# میدلتون (ویسکانسین)
میدلتون، ویسکانسین  (به انگلیسی: Middleton) شهری در شهرستان دین ایالت ویسکانسین است که در سال ۱۹۶۳ بنیان‌گذاری شده‌است. این شهر طبق سرشماری سال ۲۰۱۰ میلادی ۱۷٬۴۴۲ نفر جمعیت داشته‌است.